# Sofía Rosado
Sofía Rosado (Guayaquil, 1988) es una soprano lírica ecuatoriana, pianista, violonchelista, y arpista. Su estilo está orientado a la música clásica, al pasacalle ecuatoriano y al sanjuanito andino. Es hija del compositor y escritor Sebastián Rosado.

## Biografía
Viene de una familia de escritores y profesores, sus padres son docentes y desde los 16 años da clases de música en academias y conservatorios de Guayaquil, en la universidad estudió ciencias de la educación y tiene un postgrado de investigación musical.
En el conservatorio Antonio Neumane estudió piano con la concertina Elina Manzano, y canto lírico con el Maestro Giovanni Ortiz; en el Museo Municipal de música popular Julio Jaramillo estudió arpa con Ernesto Guerra. Además es bailarina de danza clásica y ritmos tropicales (Salsa).

## Carrera musical
Fue solista de la Orquesta de Cámara del Museo Municipal. Formó parte del coro de la Orquesta Sinfónica de Guayaquil y de la Fundación Beatriz Parra. Se ha presentado en el Centro Cultural Libertador Simón Bolívar y como solista en la orquesta de cámara del Museo Municipal, en el Teatro Centro Cívico, en el teatro Sánchez Aguilar, y en el teatro Centro de Arte donde fue parte del elenco en la opera La Traviata.